# Pablo Cáceres
Pablo Cáceres, vollständiger Name Pablo Domingo Cáceres Rodríguez, (* 22. April 1985 in Montevideo) ist ein uruguayischer ehemaliger Fußballspieler. 

## Karriere
Der je nach Quellenlage 1,72 Meter, 1,78 Meter, 1,79 Meter oder 1,81 Meter große Linksverteidiger begann seine aktive Karriere in seinem Heimatland beim Danubio FC. Im Januar 2006 wechselte Cáceres in die holländische Ehrendivision zum FC Twente Enschede, mit denen er am Ende der Spielzeit den neunten Platz belegte. Bereits im Juli jenes Jahres folgte der Wechsel nach Deutschland zum MSV Duisburg. In der Saison 2006/07 kam er allerdings nur in der 2. Mannschaft neunmal in der Oberliga Nordrhein zum Einsatz, im Bundesligajahr 2007/08 spielte er dagegen regelmäßig und kam zu 18 Einsätzen. In der Folgesaison kamen fünf weitere absolvierte Liga-Partien hinzu.
Zur Saison 2009/10 wechselte Cáceres nach Zypern zu Omonia Nikosia, kehrte sodann zu Danubio zurück. Für die Montevideaner absolvierte er in der Clausura 2010 zehn Spiele in der Primera División. Überdies bestritt er drei Partien der Liguilla Pre-Libertadores. Anschließend ging Cáceres nach Argentinien zum Club Atlético Tigre. Dort stehen in der Spielzeit 2010/11 achtzehn Erstligabegegnungen für den Uruguayer zu Buche. Viermal kam er dabei als Einwechselspieler zum Zuge. In der Saison 2011/12, in der auch eine einsatzlose Station bei Rangers Talca in Chile für ihn geführt wird, wechselte er für ein Jahr zum spanischen Verein RCD Mallorca, der jedoch eine Option auf eine Verlängerung des Vertrages um zwei weitere Jahre besaß. Für die Mallorquiner kam er in 28 Liga-Begegnungen der Spielzeit 2011/12 zum Einsatz. In der Spielzeit 2012/13 gehörte er dem Kader des FC Turin an. Dort bestritt er lediglich am 20. sowie am 38. und somit letzten Spieltag der Saison zwei Partien der Serie A, wobei er jedoch jeweils 90 Minuten auf dem Platz stand. Während seines Engagements bei den Italienern fiel er lange Zeit verletzungsbedingt aus. Am 2. September 2013 wurde vermeldet, dass er sich dem französischen Verein Évian TG FC anschließen würde. Allerdings kam der Wechsel letztlich doch nicht zustande und Cáceres verweilte Mitte September 2013 zur Klärung seiner sportlichen Zukunft zunächst in Argentinien.
Seit Anfang 2014 spielte er für den chilenischen Verein Rangers de Talca. Dort wurde er in zehn Ligapartien eingesetzt. Ein Tor erzielte er nicht. Ab Juli 2014 setzte er seine Karriere wieder bei CA Tigre fort. Für die Argentinier lief er in 15 Ligaspielen (kein Tor) und zwei Begegnungen (kein Tor) der Copa Argentina auf. Mitte Februar 2015 wechselte er im Rahmen eines Leihgeschäfts zu Atlético Tucumán. Dort bestritt er 30 Partien (kein Tor) in der Primera B Nacional und kam in einem Spiel (kein Tor) der Copa Argentina zum Einsatz. Zum Jahresanfang 2016 kehrte er kurzzeitig zum CA Tigre zurück, wurde jedoch Mitte Januar erneut von Atlético Tucumán verpflichtet und bestritt 16 Ligaspiele (kein Tor) und eine Pokalpartie (kein Tor). Im Januar 2017 verpflichtete ihn der Puebla FC, für den er seither (Stand: 3. März 2017) in drei Begegnungen (kein Tor) der Copa Méxiko auflief. Ein Jahr später beendete er seine Karriere.